# Kalanaspis delectabilis
Kalanaspis delectabilis è un vertebrato estinto, appartenente agli osteostraci. Visse nel Siluriano inferiore (circa 439 - 436 milioni di anni fa) e i suoi resti fossili sono stati ritrovati in Estonia. È considerato il più antico osteostraco noto.

## Descrizione
Questo "pesce" senza mascelle era dotato di uno scudo cefalico dorsale piuttosto ampio e grande, leggermente più largo che lungo, con orbite molto piccole e poste molto vicine l'una all'altra, in posizione mediana. La parte prepineale era molto corta e vi era un paio di campi laterali molto allungati, mentre il margine posteriore dello scudo cefalico era leggermente ondulato. Kalanaspis era sprovvisto di una cresta mediana dorsale e anche di processi cornuali, così come dei sinus pettorali. Sui fossili non sono state riscontrate impronte nasoipofisali o pineali.

## Classificazione
Kalanaspis delectabilis venne descritto per la prima volta nel 2018, sulla base di resti fossili ritrovati nella cava Kalana, in Estonia centrale. I fossili di questo animale sono circa 10 milioni di anni più antichi rispetto a quelli di qualunque altro osteostraco noto, e costituiscono la prima prova dell'esistenza di questo gruppo di animali. Kalanaspis è stato ascritto al gruppo degli Ateleaspidiformes, comprendente anche il ben noto Ateleaspis, ma in una famiglia a sé stante, i Kalanaspididae.

## Tafonomia
La conservazione dell'esemplare di Kalanaspis è insolita: l'analisi spettroscopica ha rivelato che il fosfato di calcio, il principale costituente originale dello scheletro dermico dei vertebrati, era scomparso per venire sostituito da materia carboniosa.